# Calle Victor Hugo
La Calle Victor Hugo (en francés: Rue Victor Hugo; en neerlandés: Victor Hugostraat) es una calle en el municipio de Schaerbeek de la ciudad de Bruselas la capital de Bélgica. Lleva ese nombre en honor del escritor francés Victor Hugo (que pasó su exilio de 1851 a 1870 en Bruselas). Se extiende desde la chaussée de Louvain a la avenida de Roodebeek, pasando por la calle du Radium, la avenida Léon Mahillon, avenida Émile Max, avenida Milcamps, avenida Eugène Plasky, avenida de l'Opale y la avenida Adolphe Lacomblé.